# タウー環礁
タウー環礁（英語: Takuu）は南西太平洋の小さな環礁。Takuu MortlockやMarqueen Islandsとしても知られ、Takuuの表記からタクーともされる。パプアニューギニアのブーゲンビル州に属している。

## 地理
タウーはブーゲンビル州首都キエタの北東250km程、南緯4度45分、東経157度2分の位置に存在する。250km程東にヌクマヌ環礁やオントンジャワ環礁が、160kmほど西にカートレット環礁が存在する。環礁東部に13島、北西に1島の島が存在する。最大の島であるタウー島は東部の南端に存在し、住民のほとんどがこの島に住むが、いくらかの住民は近郊のヌクトア（Nukutoa）にも居住している。 
環礁内の島々は海抜が低く、満潮時にはほぼ1メートルほどになる。タウーの住民や島を訪れた人類学者でオークランド大学教授のリチャード・モイルは海面上昇に注目している。これは公表されている年20cmよりもはるかに低い。2008年11月から12月に環礁を訪れた科学者のScott SmithersとJohn Hunterは地殻活動による沈降は見られないとしている。
環礁はしばらくの間物理的に持続される可能性が高いが、明白な気候変動に関連した事柄にや政治状況に由来する様々な問題によってタウーの住民の生活は難しくなっている。リチャード・モイルは気候変動によって最終的には環礁の生命を維持する能力が消滅すると予測している。Joanna Waneはパプアニューギニアの他所に住むタウー住民は彼らが出来るだけのことを講じているが、単一の再定住場所がないため、タウーが地域社会としての機能を維持できないと考えている。

## 住民
この島にはポリネシアに由来する400名の住民が住んでいる。タウーはポリネシアン・トライアングルの外縁に位置する域外ポリネシアの文化に属している。タウーの人々は伝統的に先祖伝来の慣習と宗教施設の保持に重きを置いている。タウーを外部の影響から守るために、Ariki（長）はキリスト教の宣教師を25年間にわたって追放した。当時、4人の研究者のみが諸島内での滞在を許可された。この追放はパプアニューギニアの本土に住んで学んだ若い島民がタウーに戻ったため、ここ5年で解除された。教会は現在ではヌクトアにも存在する。
2006年から映画製作者のBriar MarchとLyn Collieなどが環礁を2度訪れ、住民の生活と文化を記録したドキュメンタリーを制作し、環礁の現状が悪化した場合ブーゲンビル島本土に地域社会を再配置することの可能性を検証した。2008年の2度目の撮影には科学者のScott SmithersとJohn Hunterも訪問した。
タウーでは伝統的な生活様式が今日でも続いている。島内では茅葺屋根の建物がそれぞれの庇が触れ合うほど近い混雑した通りに建っている。 ココヤシ以外の島内の樹木は少なく、通りは葬式式典のために使われるmaraeとして機能する。音楽は今だタウーでの生活の基礎となっている。長い間の孤立のため、多くの先住民族の歌、物語、踊りなどが生き残っている。多くの歌の年代は19世紀半ばに発生した欧州人との邂逅以前にさかのぼることができる。この歌は島から島への航海の内容を伝えており、また、Joanna Waneはダンスパフォーマンスが一週間のうち20から30時間を埋めるとしている。多くの歌は共同で生産活動を行う大家族の結びつきや移住の時代の先祖で結びついた人々などの良好な関係を祝うものである。

## 言語
タウーの住民はポリネシア語を用い、ポリネシア諸語の近年の分類ではタウー語はヌクオロ語、カピンガマランギ語、ヌクリア語、ヌクマヌ語、ルアンギウア語、シカイアナ語などと共にエリス諸語派に分類されている。20世紀の分類ではサモア・域外ポリネシア語群に分類されていた。
|        | タウー            | サモア    | トケラウ         | ラロトンガ         | マオリ            | ハワイ        |
| ------ | ----------------- | --------- | ---------------- | ------------------ | ----------------- | ------------- |
| 空     | /ɾani/            | /laŋi/    |                  | /ɾaŋi/             | /ɾaŋi/            | /lani/        |
| 北風   | /tokoɾau/         | /toʔelau/ | /tokelau/        | /tokeɾau/          | /tokeɾau/         | /koʔolau/     |
| 女性   | /ffine/           | /fafine/  | /fafine/         | /vaʔine/           | /wahine/          | /wahine/      |
| 家     | /faɾe/            | /fale/    | /fale/           | /ʔaɾe/             | /ɸaɾe/            | /hale/        |
| 親     | /maːtua/          | /matua/   |                  | /metua/            | /matua/           | /makua/       |
| 母     | /tinna/, /tinnaː/ | /tinaː/   | /maːtua/         | /maːmaː/           | /ɸaea/            | /makuahine/   |
| 父     | /tama/, /tamana/  | /tamaː/   | /tama/, /tamana/ | /metua/, /paːpaː/  | /matua/, /paːpaː/ | /makua kaːne/ |
| カヌー | /te vaka/         | /vaʔa/    | /te vaka/        | /vaka/, /vaka ama/ | /waka ama/        | /waʔa/        |

## 経済

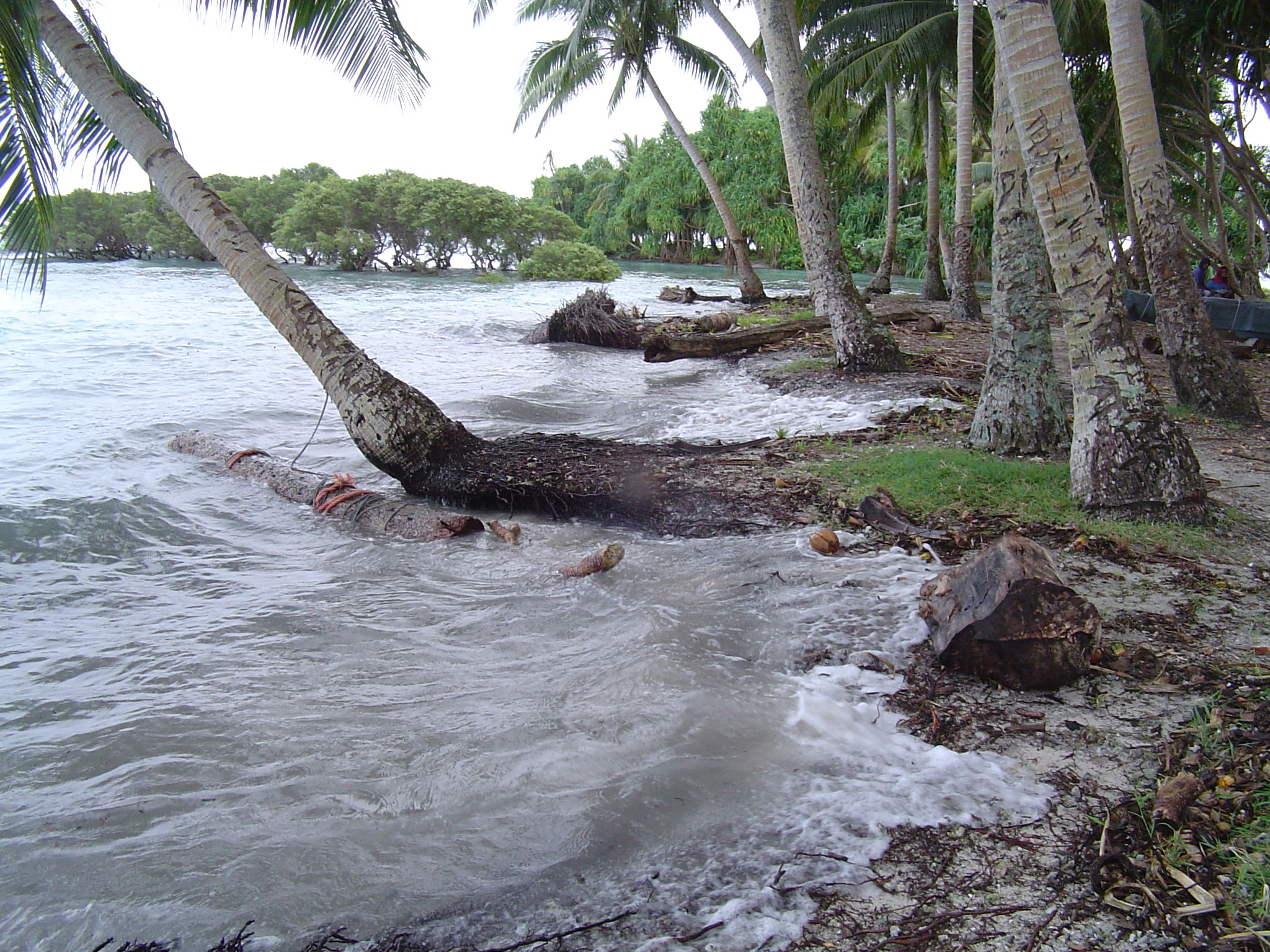
タウー環礁を脅かす高潮

現地の生業は農業と漁業に依存しているが、近年では、食用植物の栽培は淡水が海水によって汚染されているためより困難になっている。いくつかの伝統的タロイモ畑は満潮時に海水が流れ込んだことで作物が壊滅している。この結果、農作物の収穫は減少し、住民はパプアニューギニア及びブーゲンビル政府に支援を主張せざるを得なくなった。2001年、定期的に島を訪れる輸送船が6ヶ月間の修理に拘束され、これは珍しいことではなかったものの環礁は大規模な飢えと欠乏に直面した。
2006年始め、島はサイクロンによる被害を受け、すでに危険にさらされた状況を悪化させた。2008年12月、3日を超える高潮による洪水が続き、家や台所が浸水、いくつかの教会が破壊され、人々を恐怖させた。
補給船はその後数週間訪れることができず、環礁の生活基盤の脆弱性を浮き立たせている。地域社会の一部は現在もブーゲンビル本土に恒久的な再定住地を探しているとされる。

## 註
1. ↑  Richard Parkinson et al. Thirty years in the South Seas, 1999
2. ↑  Austronesian Basic Vocabulary Database

- Joanna Wane (2005年春 10–12). “Before the Flood”. Ingenio et Labore: Magazine of the University of Auckland. 2009年5月19日閲覧。
- Herb Kawainui Kāne, Evolution of the Hawaiian Canoe, 1998 2011年1月17日閲覧。